# Ветеринарна вулиця (Київ)
Ветерина́рна ву́лиця — зникла вулиця, що існувала в Залізничному районі (нині територія Солом'янського району) міста Києва, місцевість Чоколівка. Пролягала від Новоград-Волинської до Уманської вулиці.

## Історія
Вулиця виникла в 50-х роках XX століття під назвою 491-ша Нова. Назву Ветеринарна вулиця набула 1955 року. Ліквідована 1961 року у зв'язку з переплануванням.